# Tatort: Der rote Schatten
Der rote Schatten ist ein Fernsehfilm aus der Krimireihe Tatort. Der für den Südwestrundfunk produzierte Beitrag ist die 1031. Tatort-Episode und wurde am 15. Oktober 2017 im Ersten erstausgestrahlt. Das Stuttgarter Ermittlerduo Lannert und Bootz ermittelt in seinem 21. Fall.

## Handlung
Christoph Heider wird ertappt, als er den Leichnam seiner Frau aus der Friedhofskapelle entführt. Marianne Heider kam angeblich bei einem Badewannenunfall ums Leben, Heider hält aber ihren aktuellen Lebensgefährten Wilhelm Jordan für schuldig und möchte sie im Ausland noch einmal obduzieren lassen. 
Thorsten Lannert und Sebastian Bootz nehmen sich der Sache an und stellen fest, dass die Folgen des Deutschen Herbstes bis in die Gegenwart reichen und diesen aktuellen Fall beeinflussen. Nur mühsam gelingt ihnen der Nachweis, dass tatsächlich Jordan Marianne Heider in der Badewanne ermordet hat, aber sie bemerken, dass Jordan vom Staatsschutz abgeschirmt wird. Er ist bereits seit 40 Jahren für die gegen Terrorismus ermittelnden Behörden ein wichtiger Informant der Szene, den sie um jeden Preis schützen wollen. Erst nachdem die Zielperson, zu der Jordan Informationen liefern soll, bei einem Überfall auf einen Geldtransporter ums Leben kommt, wird Jordan entbehrlich und eines Tages erschossen aufgefunden. Für die Kommissare Lannert und Bootz steht fest, dass er von Leuten des Staatsschutzes umgebracht wurde, was sie jedoch nicht beweisen können.
In fiktiven Rückblenden, bestehend aus Archivmaterial und Spielszenen, bebildert der Film die beiden damals gängigen Erklärungen: dass in der Todesnacht von Stammheim am 18. Oktober 1977 die führenden RAF-Terroristen Andreas Baader, Jan-Carl Raspe und Gudrun Ensslin in der Justizvollzugsanstalt Stuttgart ermordet wurden oder dass sie Suizid begingen.

## Hintergrund
Der Film wurde vom 19. April 2017 bis zum 19. Mai 2017 in Stuttgart und Baden-Baden gedreht.
Drehorte waren die Kleingartenanlage Raichberg in Stuttgart–Gaisburg,
Außenansichten des Polizeipräsidium Stuttgart auf dem Pragsattel, der Wagenburgtunnel, die Schillerstraße mit der Baustelle Stuttgart 21, dem Planetarium Stuttgart und dem Bonatzbau des Stuttgarter Hauptbahnhofs, die Hegelstraße,  ein Blick aus dem im Film als Polizeigebäude dargestellten Verwaltungsgebäude in der Ossietzkystraße,  Außenansichten des Wohnhauses Gaußstraße 65,  der Akademiegarten beim Haus des Landtags,  das Parkhaus bei der Leonhardskirche und die Rems-Murr-Kliniken mit Parkplatz in Winnenden. Statt der L1125 bei Bietigheim wurde die K1051 bei Steinenbronn benutzt.

## Rezeption und gesellschaftliche Diskussion
Die Erstausstrahlung wurde in Deutschland von 9,27 Millionen Zuschauern gesehen (Marktanteil 27,2 %).
Der Journalist und RAF-Experte Stefan Aust verurteilte die Tatort-Episode als „RAF-Propaganda“. Er könne, Bezug nehmend auf den im Film ebenfalls dargestellten, von offizieller staatlicher Darstellung abweichenden Verlauf der Todesnacht von Stammheim, „nicht verstehen, dass zur Hauptsendezeit im öffentlich-rechtlichen Fernsehen so ein gefährlicher Unsinn verbreitet werden kann“.
Der kommissarische Filmchef des Südwestrundfunks, Manfred Hattendorf, sagte auf Anfrage der FAZ, dieser Tatort sei „nicht pro RAF“. Er erzähle „von der schwersten gesellschaftlichen Krise der damaligen BRD nach dem Zweiten Weltkrieg. Zu dieser Krise gehörten die aufwühlenden, kontroversen Deutungsarten der Vorgänge im Stammheimer Hochsicherheitstrakt.“ Der Regisseur Dominik Graf habe es „auf meisterhafte Weise [verstanden], die unvereinbaren Positionen zum Deutschen Herbst miteinander ins Gespräch zu bringen.“ Der „Tatort“ beziehe „Position, ohne sich für eine Deutungsvariante zu entscheiden, was in der Nacht von Stammheim am 17. Oktober 1977 in den Zellen von Ensslin, Baader, Raspe und Möller passiert ist“. Dieser Tatort habe „Gesprächswert über den Sonntagabend hinaus“ geschaffen.
Am Tag nach der Erstausstrahlung erschien ein Gastbeitrag von Gerhart Baum (1972 bis 1978 Parlamentarischer Staatssekretär im Bundesinnenministerium). Baum nannte es eine „unerträgliche Vermischung von Realität und Fiktion“, dass „eine der schwierigsten, sensibelsten Phasen deutscher Nachkriegsgeschichte […] als ‘Tatort‘ für ein Millionenpublikum am Sonntagabend vom öffentlich-rechtlichen Rundfunk als Krimi effekthascherisch vermarktet [wurde]“.

„[…] den Filmemachern geht es in ihrem – mit fakedokumentarischen Bildern aufgeladenen – Verschwörungsthriller nicht darum, als Ersatzhistoriker für ein immer noch nicht befriedigend ausgeleuchtetes Stück deutscher Geschichte zu fungieren. Vielmehr lassen sie die RAF-Phantome und V-Mann-Gespenster aus dem Deutschen Herbst in den Fernsehherbst der Gegenwart spuken, um die Brüchigkeit des bundesrepublikanischen Friedens zu zeigen. Wie soll man auf einen Staat bauen, der seine eigenen verbrecherischen Verstrickungen nie aufgeklärt hat?“

„Wer mit dieser Epoche deutscher Geschichte nichts verbindet, wird vom Tatort komplett überfordert. Dem sei empfohlen, sich zum besseren Verständnis bei Youtube rechtzeitig einzufühlen. Starbuck – Holger Meins, Die Anwälte – Eine deutsche Geschichte oder, spätere Phase, Black Box BRD. Wenn Dokumentationen so sind, sind sie nicht zu schlagen. Nicht mal von einem Tatort.“

„[…] so deutlich wie im jüngsten Stuttgarter Fall, ‚Der rote Schatten‘, hat noch kein ‚Tatort‘ die Verstrickungen der Vergangenheit in die Gegenwart gezogen. […] Diese Bezüge greift der Krimiveteran Dominik Graf mit seinem feinen Gespür für die historischen Hintergründe und dem Faible für kulturelle Anspielungen (hier auf Goldonis ‚Diener zweier Herren‘) auf. Sein Blick ist kein nostalgischer oder aufgeregter; auch wenn die Kamera alles zeigt [....]“